# Samarskita

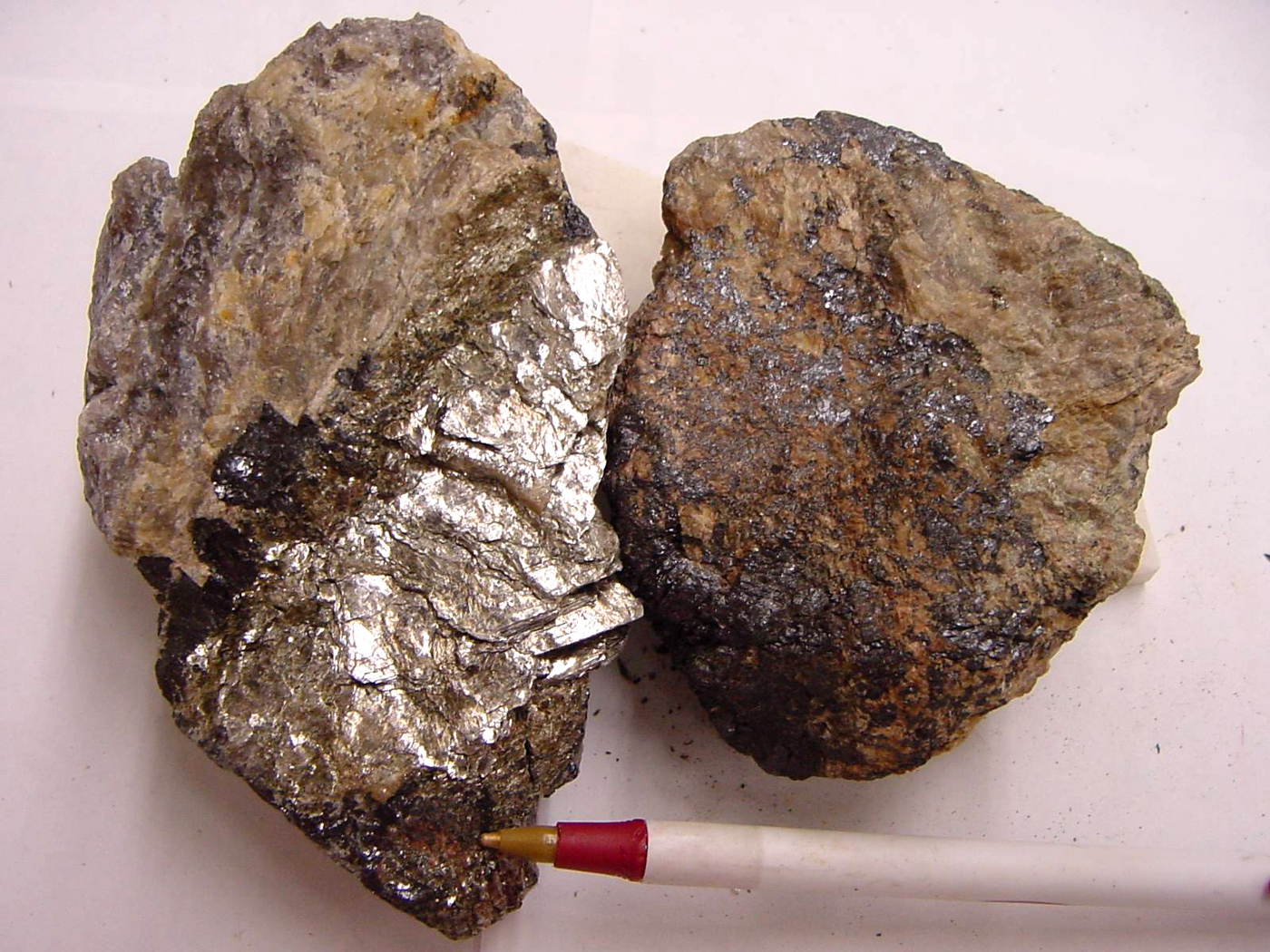
Samarskita, fratura fresca.

A Samarskita é um mineral radioativo de brilho vítreo a resinoso, geralmente azul, marrom ou preto, cuja composição química é (Y, U, Ce. Ca, Fé, Pb, Th, Tr ) ( Nb, Ta, Ti, Sn )2O6 ou (Y, Ce, U, Fe)3( Nb, Ta, Ti )5O16 . 
O cristal apresenta estrutura ortorrômbica, densidade 5,6 a 5,8 , dureza 5,0 a 6,0. O nome do mineral foi dado em homenagem ao engenheiro russo Vasili Samarsky-Bykhovets. 
É encontrado principalmente associado com o nióbio, tantálio, estanho e óxidos de terras raras, encontrados em pegmatitos e granitos, fonte dos elementos cério, Ítrio, tantálio, samário , nióbio e urânio